# Battlefield V
Battlefield V is een first-person shooter ontwikkeld door EA DICE. Het spel wordt uitgegeven door Electronic Arts en is op 20 november 2018 uitgekomen voor de PlayStation 4, Windows en de Xbox One. Het is het zestiende spel uit de Battlefield-serie. Het spel is de opvolger van Battlefield 1 en speelt zich af in een alternatieve setting geïnspireerd door de Tweede Wereldoorlog.
Het spel kreeg aandacht in de Nederlandse media omdat het zich gedeeltelijk in Rotterdam afspeelt. Bekende locaties zoals station Blaak, het Witte Huis en de spoorbrug zijn te herkennen. Opmerkelijk is het dat de Duitsers hier tegen de Britten vechten terwijl die twee legers in het echt daar nooit tegenover elkaar stonden. Het Nederlandse leger komt niet voor in het spel.
Er was voor de release van het spel al felle kritiek op Battlefield, omdat vrouwen een grote rol zouden spelen. Volgens een grote groep Battlefield-spelers zou dat niet een realistisch beeld geven van de Tweede Wereldoorlog.